# Amolita perstriata
Amolita perstriata  là một loài bướm đêm thuộc họ Erebidae. Nó được tìm thấy ở Bahamas. Sải cánh dài khoảng 22 mm.